# Sarpen (fartyg)
Sarpen är ett k-märkt svenskt segelfartyg.
Sarpen byggdes i Nyköbing-Falster i Danmark 1892 och är en skuta av Marstaltyp med runt, bukigt förskepp och plattgattat akterskepp. Hon seglade i trafik till bland annat Sarpsborg i Norge.
Hon kom till Sverige 1917 och gick till 1962 med cement från Degerhamns cementfabrik på Öland till fastlandet. Från 1964 har hon varit skolskepp i Simrishamn.